# Бусето (Парма)
Бусето (итал. Busseto) је насеље у Италији у округу Парма, региону Емилија-Ромања.
Према процени из 2011. у насељу је живело 4711 становника. Насеље се налази на надморској висини од 43 м.

## Становништво
Према резултатима пописа становништва 2011. у општини је живело 7.043 становника.
| 1931. | 1936. | 1951. | 1961. | 1971. | 1981. | 1991. | 2001. | 2011. |
| ----- | ----- | ----- | ----- | ----- | ----- | ----- | ----- | ----- |
| 9.531 | 9.899 | 9.454 | 8.343 | 7.844 | 7.460 | 7.026 | 6.841 | 7.043 |

## Партнерски градови
- Кари ле Руе
- Салцбург